# 山田村農業協同組合
山田村農業協同組合（やまだむらのうぎょうきょうどうくみあい）は、富山県富山市（旧婦負郡山田村）に本所を置いていた農業協同組合。
令和5年3月1日に同じく富山市に本店を置く あおば農業協同組合 と合併した。

## 店舗
| 店舗コード | 店舗名 | 所在地            |
| ---------- | ------ | ----------------- |
| 323        | 本所   | 富山市山田中村244 |